# Лікар-ендокринолог
Ендокрино́лог — лікар, який пройшов спеціалізацію з діагностики, профілактики і лікування патології ендокринної системи в інтернатурі або на кафедрі інституту післядипломної освіти лікарів.
Ендокринолог діагностує патологію з боку ендокринної системи і, в разі потреби, проводить корекцію порушень діяльності залоз внутрішньої секреції: пригнічує, стимулює або заміщає продукування гормонів і біологічно активних речовин, регулюючих життєвонеобхідні функції організму.
Розрізняють спеціалізацію ендокринологів:
1. лікар-ендокринолог
2. лікар-ендокринолог дитячий
3. гінеколог-ендокринолог

## Завдання та обов'язки
- Застосовує сучасні методи профілактики, діагностики, лікування, реабілітації та диспансеризації хворих ендокринологічного профілю, надає швидку та невідкладну медичну допомогу.
- Здійснює нагляд за побічними реакціями/діями лікарських засобів.
- Проводить консультації за направленнями лікарів інших спеціальностей.
- Веде лікарську документацію. Керує роботою середнього медичного персоналу. Дотримується принципів медичної деонтології. Бере активну участь у поширенні медичних знань серед населення. Постійно удосконалює свій професійний рівень.

### Повинен знати
- чинне законодавство про охорону здоров'я та нормативні документи, що регламентують діяльність органів управління та закладів охорони здоров'я; основи права в медицині;
- організацію терапевтичної та ендокринологічної допомоги, в тому числі швидкої та невідкладної;
- основи нормальної і патологічної анатомії, фізіології ендокринних органів, водно-електролітного обміну;
- основи фармакології;
- генетичні та імунологічні основи патології ендокринних органів;
- клініку, сучасні методи профілактики, діагностики, лікування, реабілітації та диспансеризації;
- методи інтенсивної терапії та реанімації в ендокринології;
- загальні, функціональні та спеціальні методи дослідження в ендокринології;
- питання тимчасової і стійкої непрацездатності, організацію роботи лікарсько-консультативної та медико-соціальної експертної комісій; правила оформлення медичної документації; передові інформаційні та Інтернет технології; сучасну наукову літературу та науково-практичну періодику за фахом, методи її аналізу та узагальнення.

## Кваліфікаційні вимоги
Лікар-ендокринолог вищої кваліфікаційної категоріїповна вища освіта (спеціаліст, магістр) за напрямом підготовки «Медицина», спеціальністю «Лікувальна справа». Проходження інтернатури за спеціальністю «Терапія» з наступною спеціалізацією з «Ендокринології». Підвищення кваліфікації (курси удосконалення, стажування, передатестаційні цикли тощо). Наявність сертифіката лікаря-спеціаліста та посвідчення про присвоєння (підтвердження) вищої кваліфікаційної категорії з цієї спеціальності. Стаж роботи за фахом понад 10 років.
Лікар-ендокринолог I кваліфікаційної категоріїповна вища освіта (спеціаліст, магістр) за напрямом підготовки «Медицина», спеціальністю «Лікувальна справа». Проходження інтернатури за спеціальністю «Терапія» з наступною спеціалізацією з «Ендокринології». Підвищення кваліфікації (курси удосконалення, стажування, передатестаційні цикли тощо). Наявність сертифіката лікаря-спеціаліста та посвідчення про присвоєння (підтвердження) I кваліфікаційної категорії з цієї спеціальності. Стаж роботи за фахом понад 7 років.
Лікар-ендокринолог II кваліфікаційної категоріїповна вища освіта (спеціаліст, магістр) за напрямом підготовки «Медицина», спеціальністю «Лікувальна справа». Проходження інтернатури за спеціальністю «Терапія» з наступною спеціалізацією з «Ендокринології». Підвищення кваліфікації (курси удосконалення, стажування, передатестаційні цикли тощо). Наявність сертифіката лікаря-спеціаліста та посвідчення про присвоєння (підтвердження) кваліфікаційної категорії з цієї спеціальності. Стаж роботи за фахом понад 5 років.
Лікар-ендокринологповна вища освіта (спеціаліст, магістр) за напрямом підготовки «Медицина», спеціальністю «Лікувальна справа». Проходження інтернатури за спеціальністю «Терапія» з наступною спеціалізацією з «Ендокринології». Наявність сертифіката лікаря-спеціаліста. Без вимог до стажу роботи.